# 松下建夫
松下 建夫（まつした たてお、1958年2月3日 - ）は、高知県出身の元プロ野球選手（内野手）。
長男は、2010年から2015年まで埼玉西武ライオンズの投手だった松下建太。

## 来歴・人物
宿毛高から、1975年オフにドラフト外で広島東洋カープに入団。
一軍公式戦出場のないまま、1978年限りで現役を引退した。

## 詳細情報

### 年度別打撃成績
- 一軍公式戦出場なし

### 背番号
- 36 （1976年 - 1977年）
- 52 （1978年）